# NGC 5995
NGC 5995 est une galaxie spirale barrée (intermédiaire ?) située dans la constellation de la Balance. Sa vitesse par rapport au fond diffus cosmologique est de (7691 ± 27 km/s), ce qui correspond à une distance de Hubble de 113,4 ± 8,0 Mpc (∼370 millions d'al). NGC 5995 a été découverte par l'astronome britannique John Herschel en 1836.

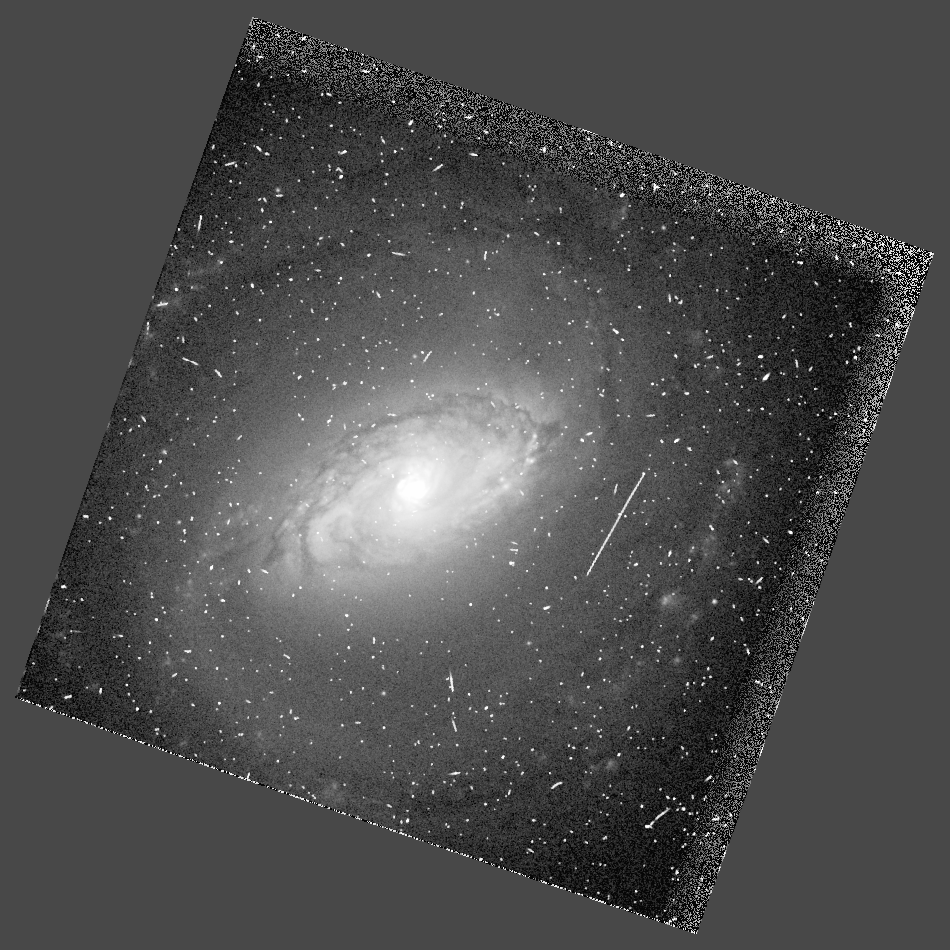
NGC 5995 par le télescope spatial Hubble.

NGC 5995 présente une large raie HI ainsi que des régions d'hydrogène ionisé. C'est aussi une galaxie active de type Seyfert 2 non obscurcie. 